# 206P/Barnard-Boattini
206P/Barnard–Boattini est la première comète découverte au moyen de la photographie.
Elle fut découverte par Edward Emerson Barnard le 13 octobre 1892 et reçu alors (conformément à la nomenclature de l'époque) les désignations 1892e et 1892 V et le nom Barnard 3.
Elle fut ensuite perdue et reçut donc rétrospectivement en 1995, conformément à la nouvelle nomenclature, la désignation D/1892 T1 (Barnard).
Le 7 octobre 2008, elle fut redécouverte par Andrea Boattini mais ne fut pas immédiatement reconnue et reçut donc la désignation P/2008 T3 (Boattini),. À la suite de son identification, la comète reçut alors le nom Barnard-Boattini,. Entre sa découverte par Barnard et sa redécouverte par Boattini, la comète avait parcouru 20 révolutions.